# Thập niên 670
Thập niên 670 hay thập kỷ 670 chỉ đến những năm từ 670 đến 679.